# Scolecenchelys profundorum
Scolecenchelys profundorum is een straalvinnige vissensoort uit de familie van slangalen (Ophichthidae). De wetenschappelijke naam van de soort is voor het eerst geldig gepubliceerd in 1995 door McCosker & Parin.